# Star Keys
Star Keys (en maorí: Motuhope) son un grupo de cinco islotes del archipiélago de Chatham, a unos 12 kilómetros (7 millas) al este de la isla Pitt. Ellas son llamadas Motuhope en moriori y maorí.  El archipiélago es un territorio de Nueva Zelanda, situado a 800 kilómetros (497 millas) al este de la isla Sur.
El más grande de los Cayos Star es la Isleta Round.